# Membrangleichung (Statik)
Die Membrangleichung beschreibt statisch eine Membran durch eine partielle Differentialgleichung.

## Herleitung
Eine Last {\displaystyle p} wirkt auf eine Membran, die vollständig biegsam ist. Die dadurch entstandene Krümmung wird von einer Membranzugkraft {\displaystyle H} aufgenommen. Teilt man diese Membran in zwei senkrechte Streifen in {\displaystyle x}-Richtung und in {\displaystyle y}-Richtung, so lassen sich unter der Annahme, dass die Durchbiegung {\displaystyle w} klein ist, folgende Beziehungen aufstellen:
{\displaystyle H{\frac {\partial ^{2}w}{\partial x^{2}}}=-p_{x}}
und
{\displaystyle H{\frac {\partial ^{2}w}{\partial y^{2}}}=-p_{y}}.
Dabei sind {\displaystyle {\frac {\partial ^{2}\cdot }{\partial x^{2}}}} und {\displaystyle {\frac {\partial ^{2}\cdot }{\partial y^{2}}}} die zweiten Ableitungen in {\displaystyle x}- und {\displaystyle y}-Richtung. {\displaystyle p_{x}} und {\displaystyle p_{y}} sind die Anteile der Last {\displaystyle p} in {\displaystyle x}- und {\displaystyle y}-Richtung.
Mit der Gleichgewichtsbedingung {\displaystyle p=p_{x}+p_{y}} erhält man nun die Membrangleichung:
{\displaystyle \Delta w={\frac {p}{H}}},
wobei {\displaystyle \Delta } der Laplaceoperator ist.
Als Randbedingung nimmt man {\displaystyle w=0} an. Das heißt, der Rand ist gestützt und erfährt keine Durchbiegung.
Das Problem stellt damit eine Poissongleichung dar.

## Anwendung
Eine Anwendung mit der Membrananalogie der Torsion hat Ludwig Prandtl 1903 veröffentlicht und sie mit der Saint-Venantsche Torsion verknüpft.